# Ali Baba (cheval)
Pour les articles homonymes, voir Ali Baba.
Ali Baba (né en 1941) est un cheval militaire Anglo-arabe français, qui a concouru en saut d'obstacles sous la selle de Pierre Jonquères d'Oriola. 

## Histoire
Ali Baba est né dans le Gers du croisement de l'étalon Frango et de la jument Anita. 
C'est un cheval de formation militaire.
Pendant les Jeux olympiques d'Helsinki, le 3 août 1952, le premier parcours du couple est jugé décevant, mais le second est un sans-faute et le barrage consacre une médaille d'or. C'est à Ali Baba que Pierre Jonquères d'Oriola doit sa première médaille olympique.

## Description
Ali Baba est décrit comme un « cheval de taille moyenne, remarquablement élégant, leste, racé », doté d'une classe de galop supérieure. Il mesure 1,60 m pour 440 kg.

## Origines
| Origines de Ali Baba | Origines de Ali Baba     | Origines de Ali Baba     | Origines de Ali Baba |
| -------------------- | ------------------------ | ------------------------ | -------------------- |
| Père Frango 1927 -   | Velox 1910 - Anglo-arabe | Ex Voto 1900 Pur Sang    | Le Sancy             |
| Père Frango 1927 -   | Velox 1910 - Anglo-arabe | Ex Voto 1900 Pur Sang    | Golden rod           |
| Père Frango 1927 -   | Velox 1910 - Anglo-arabe | Va Longtemps Anglo-arabe | Meke                 |
| Père Frango 1927 -   | Velox 1910 - Anglo-arabe | Va Longtemps Anglo-arabe | Valencia             |
| Père Frango 1927 -   |                          |                          |                      |
| Père Frango 1927 -   |                          |                          |                      |
| Père Frango 1927 -   |                          |                          |                      |
| Père Frango 1927 -   |                          |                          |                      |
| Mère Anita           |                          |                          |                      |
|                      |                          |                          |                      |
|                      |                          |                          |                      |
|                      |                          |                          |                      |
|                      |                          |                          |                      |
|                      |                          |                          |                      |
|                      |                          |                          |                      |
|                      |                          |                          |                      |

## Annexe